# Awetí (jezična porodica)
Awetí, porodica indijanskih jezika koja obuhvaća jezik istoimenog plemena Awetí ili Auetö na parku Xingú u brazilskoj državi Mato Grosso. 
Jezikom aweti [awe] danas govori oko 140 ljudi, i jedini je član porodice koja se vodi dijelom Velike porodice Tupian. Awetí su ribari, lovci, sakupljači i obrađivači tla (kukuruz i manioka) u kišnoj šumi. 

## Vanjske poveznice
- Ethnologue (14th)
- Ethnologue (15th)
- Aweti  Arhivirana inačica izvorne stranice od 14. rujna 2007. (Wayback Machine)